# Красная книга Нижегородской области

Красная книга Нижегородской области — красная книга, которая содержит сведения о состоянии популяций редких и находящихся под угрозой исчезновения видов животных, растений и грибов Нижегородской области, в которой описано 146 видов насекомых, 14 видов прочих беспозвоночных, 2 вида рептилий, 2 вида амфибий, 15 видов рыб, 2 вида круглоротых, 75 видов птиц, 31 вид млекопитающих (всего 287 видов животных), 180 видов сосудистых растений, 28 видов мхов, 3 вида водорослей, 16 видов лишайников, 50 видов грибов. Учреждена в 1996 году, второе издание вышло в 2014—2017-х годах.

## История создания
Красная книга Нижегородской области учреждена постановлением Законодательного Собрания Нижегородской области от 26.03.1996 № 62 в соответствии с Федеральным Законом «О животном мире» и Уставом Нижегородской области.
В соответствии с распоряжением администрации Нижегородской области от 13.05.1997 № 574 утверждено Положение о Красной книге Нижегородской области. Списки флоры и фауны, вошедшие в первое издание, были утверждены распоряжениями Администрации Нижегородской области от 22.07.1998 № 1153, от 15.03.1999 № 377, от 19.09.2000 № 1587.
В соответствии с постановлением правительства Нижегородской области от 25.04.2024 № 212  утверждён список видов для занесения в Красную книгу Нижегородской области третьей редакции, которая не только обновляет список видов, но и приводит категории статусов в соответствие с Красной книгой России. 

### Локальные Красные книги
В дополнение отдельно издана Красная книга городского округа город Выкса (2017).

## Категории статуса
В соответствии с Положением о Красной книге Нижегородской области 2017 года утверждены следующие категории статуса:
- 0. Виды, исчезнувшие на территории Нижегородской области — виды, встречи которых не зарегистрированы в течение последних 50 лет (для позвоночных животных) или 100 лет (для беспозвоночных животных, растений и грибов).
- А. Виды, находящиеся под угрозой исчезновения — виды, численность которых достигла критического уровня или же их места обитания претерпели столь коренные изменения, что в ближайшее время, видимо, исчезнут. Выживание таких видов возможно только при принятии срочных мер по улучшению условий их обитания.
- Б. Уязвимые виды — виды, численность которых быстро сокращается и которые в ближайшем будущем, если не устранить неблагоприятные воздействия, перейдут в категорию А.
- В. Редкие виды — виды с низкой численностью, не подверженные непосредственной опасности вымирания. В том числе:
  - В1. Виды, для которых низкая численность (плотность популяций) является биологической нормой;
  - В2. Виды, находящиеся на границе ареала;
  - В3. Виды, ставшие редкими в результате деятельности человека (но численность их стабилизировалась на достаточно низком уровне и дальнейшего её сокращения не наблюдается).
- Г. Виды, являющиеся редкими в результате действия естественных или антропогенных факторов, численность которых имеет тенденцию к росту (восстанавливающиеся в результате принятых мер охраны, расширяющие ареал и пр.).
- Д. Неопределенные виды — малоизвестные, недостаточно изученные виды, для которых нет достаточных данных, чтобы конкретизировать их статус.
- Е. Угрожаемые виды — виды, нуждающиеся в охране в какой-либо части Нижегородской области.
- Ж. Коммерчески угрожаемые виды — виды, большей части популяций которых угрожает истребление

в связи с их коммерческой эксплуатацией.
- З. Виды или группы видов, для которых занесению в Красную книгу и особой охране подлежат ключевые местообитания (территории, представляющие особую ценность для сохранения данных видов).[1]

## Списки видов
По состоянию на 2017 год в Красную книгу Нижегородской области внесены следующие виды животных, растений и грибов

### Животные
- Anax imperator — Дозорщик-император (Д)
- Aeshna affinis — Коромысло сходное (В2)
- Sympetrum pedemontanum — Стрекоза перевязанная (B1)
- Podisma pedestris — Кобылка бескрылая (Д)
- Psophus stridulus — Огневка трескучая (Д)
- Onconotus servillei — Севчук Одене-Сервиля (А)
- Onconotus laxmanni — Севчук Лаксманна (А)
- Cicadetta montana — Цикада горная (В2)
- Ranatra linearis —  (Ранатра (В3)
- Calosoma sycophanta — Красотел пахучий (В2)
- Calosoma inquisitor — Красотел бронзовый (Д)
- Carabus coriaceus — Жужелица шагреневая (В2)
- Carabus nitens — Жужелица блестящая (В1)
- Carabus schoenherri — Жужелица Шонхерра (В1)
- Carabus menetriesi — Жужелица Менетрие (Д)
- Dytiscus latissimus — Плавунец широчайший (В3)
- Emus hirtus — Хищник мохнатый (В1)
- Protaetia speciosissima — Бронзовка большая зелёная (В1)
- Osmoderma barnabita — Восковик-отшельник (В3)
- Copris lunaris — Копр лунный (В2)
- Trypocopris vernalis — Навозник весенний (Д)
- Lucanus cervus — Жук-олень (В2)
- Meloe proscarabaeus — Майка обыкновенная (Д)
- Meloe violaceus — Майка фиолетовая (Д)
- Meloe variegatus — Майка красивая (Д)
- Meloe brevicollis — Майка короткокрылая (Д)
- Allonyx quadrimaculatus — Пестряк четырехпятнистый (Д)
- Tragosoma depsarium — Усач трагозома (В1)
- Formica lugubris — Волосистый лесной муравей (Б)
- Formica uralensis — Черноголовый муравей (Д)
- Dolichoderus quadripunctatus — Пятнистый муравей (В2)
- Methocha picipes — Метоха смоляноногая (Д)
- Cryptocheilus fabricii — Дорожная оса Фабрициуса (В2)
- Parnopes grandior — Парнопес крупный (В1)
- Scolia sexmaculata — Сколия шеститочечная (В2)
- Scolia hirta — Сколия мохнатая (В2)
- Megascolia maculata — Сколия-гигант (В2)
- Ronisia brutia — Немка брутская (В2)
- Pterocheilus phaleratus — Оса складчатокрылая украшенная (В2)
- Pseneo exaratus — Оса расписная (В1)
- Anoplius samariensis — Аноплий самарский (В1)
- Stizus perrisii — Стизус (В2)
- Prionyx nudatus — Прионикс оголенный (В2)
- Orussus abietinus — Оруссус паразитический (В1)
- Bombus muscorum — Шмель моховой (В3)
- Bombus schrencki — Шмель Шренка (В3)
- Bombus deuteronymus — Шмель байкальский (ДШ)
- Bombus cullumanus — Шмель пластинчатозубый (Д)
- Bombus pomorum — Шмель плодовый (В2)
- Xylocopa valga — Пчела-плотник (А)
- Pharmacis fusconebulosa — Тонкопряд орляковый (В1)
- Paracossulus thrips — Древесник полынный (В2)
- Eversmannia exornata — Эверсманния украшенная (В1)
- Stegania cararia — Осиновая пяденица желтая (В2)
- Selenia lunularia — Пяденица лунчатая (В2)
- Petrophora chlorosata — Пяденица папоротниковая (Д)
- Macaria loricaria — Пяденица голарктическая (В2)
- Arichanna melanaria — Большая пяденица болотная (В1)
- Parectropis similaria — Дымчатая пяденица дубравная (B1)
- Idaea muricata — Малая пяденица красноватая (B1)
- Idaea sylvestraria — Малая пяденица лесная (Д)
- Scopula corrivularia — Скопуля торфяная (B1)
- Scopula nemoraria — Скопуля дубравная (B2)
- Scopula ornata — Скопуля украшенная (B2)
- Cyclophora annularia — Кольчатая пяденица кленовая (B2)
- Cyclophora quercimontaria — Кольчатая пяденица дубовая (B2)
- Catarhoe cuculata — Пяденица бело-бурая (B1)
- Catarhoe rubidata — Пяденица красноватая (B2)
- Euphiya biangulata — Пяденица опушечная (B1)
- Epirrhoe rivata — Пяденица тенелюбивая (Д)
- Thera juniperata — Пяденица можжевельниковая (B1)
- Eustroma reticulata — Пяденица сетчатая (B1)
- Ecliptopera capitata — Пяденица головастая (B1)
- Philereme vetulata — Серая пяденица розанная (B1)
- Rheumaptera subhastata — Пяденица копьеносная малая (B2)
- Horisme tersata — Струйчатая пяденица грязно-бурая (B2)
- Perizoma hydrata — Пяденица луговая (B2)
- Chloroclystis v-ata — Зеленоватая пяденица зубчатая (B1)
- Eupithecia denotata — Цветочная пяденица колокольчиковая (B1)
- Trichopteryx polycommata — Пяденица жимолостная лопастная (Д)
- Eudia pavonia — Малый ночной павлиний глаз (B1)
- Lemonia dumi — Шелкопряд осенний салатный (B1)
- Lemonia taraxaci — Шелкопряд осенний одуванчиковый (B1)
- Sphinx ligustri — Бражник сиреневый (B1)
- Smerinthus caecus —  (Бражник слеповатый (B1)
- Proserpinus proserpina — Бражник зубокрылый (B2)
- Hemaris fuciformis — Шмелевидка жимолостная (B3)
- Hemaris tityus — Шмелевидка скабиозовая (B3)
- Earias clorana — Совка зеленая (B3)
- Minucia lunaris — Минуция лунная (B2)
- Catocala adultera — Орденская лента неверная (B2)
- Catocala pacta — Орденская лента розовая (B1)
- Catocala promissa —  (Орденская лента малая красная (B3)
- Catocala sponsa — Орденская лента малиновая (B1)
- Plusidia cheiranthi — Плюзидия лакфиолевая (B3)
- Acontia lucida — Аконтия светлая (B1)
- Moma alpium — Мома альпийская (B3)
- Dicycla oo — Дицикла оо (B2)
- Celaena hawortii — Целена Хаворта (B3)
- Aporophyla lutulenta — Апорофила туманная (Д)
- Anarta myrtilli — Анарта черничная (B2)
- Hyssia cavernosa — Гиссия пещеристая (B2)
- Callimorpha dominula — Медведица-госпожа (B2)
- Hyphoraia aulica — Медведица придворная (Д)
- Eucharia festiva — Медведица геба (B2)
- Pericallia matronula — Медведица большая (B2)
- Epatolmis caesarea — Медведица великолепная (Д)
- Lithosia quadra — Лишайница четырёхпятнистая (B2)
- Erynnis tages — Толстоголовка тагет (B1)
- Carcharodus alceae — Кархародус лосиный (B2)
- Carcharodus flocciferus — Кархародус пушистый (B3)
- Muschampia tessellum — Толстоголовка мозаичная (B2)
- Pyrgus cinarae — Толстоголовка желтопятнистая (B2)
- Zerynthia polyxena — Поликсена (B2)
- Driopa mnemosyne — Мнемозина (Б)
- Parnassius apollo — Аполлон (Б)
- Iphiclides podalirius — Подалирий (B3)
- Euchloe ausonia — Зорька белая (B2)
- Colias chrysotheme — Желтушка золотистая (B2)
- (Nordmannia spni — Хвостатка терновая (B1)
- Lycaena helle — Червонец голубоватый (B1)
- Scolitantides orion — Голубянка орион (B1)
- Maculinea alcon — Пятнашка алькон (B1)
- Maculinea arion — Пятнашка арион (B1)
- Maculnea nausithous — Пятнашка навзитой (B1)
- Maculnea teleius — Пятнашка телей (B1)
- Polyommatus boisduvalii — Голубянка Буадюваля (B2)
- Polyommatus thersites — Голубянка терсит (B2)
- Polyommatus coridon — Голубянка серебристая (B2)
- Apatura iris — Переливница большая (B1)
- Euphydryas aurinia — Шашечница авриния (B1)
- Clossiana eunomia — Перламутровка болотная (B2)
- Clossiana freija — Перламутровка сфагновая (B2)
- Clossiana selenis — Перламутровка восточная (B2)
- Clossiana titania — Перламутровка титания (B2)
- Boloria aquilonaris — Перламутровка северная (B3)
- Brenthis daphne — Перламутровка дафна (B2)
- Pararge aegeria — Краеглазка эгерия (А)
- Melanargia galathea —  (Галатея (B2)
- Melanargia russiae — Меланаргия русская (B2)
- Erebia aethiops — Чернушка эфиопка (B2)
- Erebia embla — Чернушка болотная (А)
- Oeneis jutta — Энеида болотная (B2)
- Oeneis tarpeia — Энеида степная (B2)
- Satyrus dryas — Сатир дриада (Б)
- Chazara briseis — Бризеида (Б)
- Heterocope saliens — Гетерокопа солоноводная (B2)
- Holopedium gibberum — Голопедий горбатый (B2)
- Eresus kollari — Эрезус (Д)
- Lycosa singoriensis — Тарантул южнорусский (B3)
- Dolomedes plantarius —  (Доломедес плантариус (Д)
- Argyroneta aquatica — Паук-серебрянка (B3)
- Argiope bruennichi — Аргиопа Брюнниха (B2)
- Limax cinereoniger — Слизень черно-синий (Д)
- Hirudo medicinalis — Медицинская пиявка (B2)
- Dendrocoelum lacteum — Планария белая (Д)
- Stokesia vernalis  — Стокезия вернапис (Д)
- Bursaria truncatella — Бурзария трункателла (Д)
- Spirostomum teres  — Спиростомум терес (Д)
- Tintnnidium fluviatile cylndrica — Тинтиннидиум флювиатиле, форма циллиндрика (Д)

- Acipenser ruthenus — Стерлядь (A (популяция р. Суры) Ж (все остальные популяции))
- Acipenser gueldenstaedtii — Русский осетр (О)
- Acipenser stellatus — Севрюга (О)
- Huso huso — Белуга (A)
- Alosa kessleri kessleri — Черноспинка (О)
- Alosa kessleri wolgensis — Сельдь волжская (О)
- Alosa caspia — Северокаспийский пузанок (О)
- Stenodus leucichthys — Белорыбица (О)
- Thymallus thymallus — Европейский хариус (В2)
- Salmo trutta —  (Обыкновенная кумжа (О)
- Rhodeus sericeus — Обыкновенный горчак (В2)
- Alburnoides bipunctatus — Русская быстрянка (В1)
- Chondrostoma variabile — Волжский подуст (В1)
- Phoxinus phoxinus — Обыкновенный гольян (В3)
- Cottus gobio — Обыкновенный подкаменщик (В1)
- Caspiomyzon wagneri — Каспийская минога (О)
- Lampetra planeri — Европейская ручьевая минога (В2)

- Coronella austriaca — Обыкновенная медянка (В1)
- Pelias (Vipera) berus — Обыкновенная гадюка (В3)
- Salamandrella keyserlingii  — Сибирский углозуб (В2)
- Bombina bombina — Краснобрюхая жерлянка (В2)

- Gavia arctica — Чернозобая гагара (A)
- Podiceps nigricollis — Черношейная поганка (B1)
- Podiceps auritus — Красношейная поганка (B1)
- Podiceps grisegena — Серощекая поганка (B2)
- Podiceps cristatus — Чомга (З)
- Ixobrychus minutus — Малая выпь (Д)
- Ardea cinerea — Серая цапля (З)
- Ciconia ciconia — Белый аист (B2)
- Ciconia nigra — Черный аист (A)
- Anser anser — Серый гусь (О)
- Cygnus olor — Лебедь-шипун (B2)
- Cygnus cygnus — Лебедь-кликун (О)
- Anas strepera — Серая утка (B1)
- Mergus albellus — Луток (B2)
- Mergus serrator — Длинноносый крохаль (B2)
- Mergus merganser — Большой крохаль (A)
- Pandion haliaetus — Скопа (A)
- Circus macrourus — Степной лунь (A)
- Circaetus gallicus — Змееяд (A)
- Hieraaetus pennatus — Орел-карлик (B2)
- Aquila clanga — Большой подорлик (A)
- Aquila heliaca — Могильник (A)
- Aquila chrysaetos — Беркут (A)
- Haliaeetus albicilla — Орлан-белохвост (A)
- Falco peregrinus — Сапсан (A)
- Falco columbarius — Дербник (A)
- Falco vespertinus — Кобчик (Б)
- Lagopus lagopus — Белая куропатка (A)
- Grus grus — Серый журавль (B3)
- Rallus aquaticus — Пастушок (Д)
- Porzana parva — Малый погоныш (Д)
- Porzana pusilla — Погоныш-крошка (Д)
- Otis tarda — Дрофа (О)
- Tetrax tetrax — Стрепет (О)
- Himantopus himantopus — Ходулочник (B2)
- Haematopus ostralegus — Кулик-сорока (Б)
- Tringa glareola — Фифи (З)
- Tringa stagnatilis — Поручейник (B1)
- Xenus cinereus — Мородунка (B1)
- Philomachus pugnax — Турухтан (B2)
- Numenius arquata — Большой кроншнеп (Б)
- Numenius phaeopus — Средний кроншнеп (B2)
- Larus minutus — Малая чайка (Б)
- Larus argentatus — Серебристая чайка (З)
- Chlidonias niger — Черная крачка (З)
- Chlidonias leucopterus — Белокрылая крачка (З)
- Sterna hirundo — Речная крачка (З)
- Sterna albifrons — Малая крачка (Б)
- Columba oenas — Клинтух (Б)
- Cuculus saturatus — Глухая кукушка (В2)
- Bubo bubo — Филин (A)
- Athene noctua — Домовой сыч (Д)
- Surnia ulula — Ястребиная сова (Д)
- Strix aluco — Серая неясыть (A)
- Strix nebulosa — Бородатая неясыть (A)
- Coracias garrulus — Сизоворонка (Б)
- Alcedo atthis — Обыкновенный зимородок (В1)
- Merops apiaster — Золотистая щурка (В2)
- Picus viridis — Зеленый дятел (В3)
- Picus canus — Седой дятел (В1)
- Picoides tridactylus — Трехпалый дятел (В3)
- Delichon urbica — Воронок (Б)
- Anthus pratensis — Луговой конек (З)
- Lanius excubitor — Серый сорокопут (В3)
- Perisoreus infaustus — Кукша (В2)
- Nucifraga caryocatactes — Кедровка (В1)
- Cinclus cinclus — Оляпка (О)
- Locustella luscinioides — Соловьиный сверчок (В2)
- Locustella naevia — Обыкновенный сверчок (В1)
- Sylvia nisoria — Ястребиная славка (Д)
- Ficedula albicollis — Мухоловка-белошейка (В2)
- Remiz pendulinus — Обыкновенный ремез (В2)
- Parus cyanus — Белая лазоревка (Д)
- Emberiza rustica — Овсянка-ремез (Б)
- Emberiza aureola — Дубровник (Б)

- Desmana moschata — Русская выхухоль (Б)
- Sorex minutissimus — Крошечная бурозубка (В1)
- Myotis nattereri — Ночница Наттерера (В1)
- Myotis mystacinus — Усатая ночница (З)
- Myotis brandti — Ночница Брандта (З)
- Myotis dasycneme — Прудовая ночница (В1)
- Myotis daubentoni — Водяная ночница (З)
- Plecotus auritus — Бурый ушан (З)
- Pipistrellus nathusii — Лесной нетопырь (З)
- Nyctalus leisleri — Малая вечерница (А)
- Nyctalus noctula — Рыжая вечерница (З)
- Nyctalus lasiopterus — Гигантская вечерница (А)
- Eptesicus nilssoni — Северный кожанок (Б)
- Vespertilio murinus — Двухцветный кожан (З)
- Pteromys volans — Обыкновенная летяга (Б)
- Tamias sibiricus — Азиатский бурундук (В2)
- Spermophilus suslicus — Крапчатый суслик (B2)
- Marmota bobak — Степной сурок (B2)
- Muscardinus avellanarius — Орешниковая соня (Д)
- Dryomys nitedula — Лесная соня (Д)
- Eliomys quercinus — Садовая соня (Д)
- Glis glis — Соня-полчок (Д)
- Allactaga major — Большой тушканчик (B2)
- Spalax microphthalmus — Обыкновенный слепыш (B2)
- Cricetulus migratorius — Серый хомячок (Д)
- Clethrionomys rutilus — Красная полёвка (B2)
- Lagurus lagurus — Степная пеструшка (B2)
- Gulo gulo — Росомаха (B2)
- Mustela lutreola — Европейская норка (Д)
- Lutra lutra — Речная выдра (Б)
- Rangifer tarandus — Северный олень (О)

### Растения и грибы
- Lycopodiella inundata — Ликоподиелла заливаемая (B1)
- Huperzia selago — Баранец обыкновенный (3)
- Isoetes echinospora — Полушник колючеспорый (A)
- Isoetes lacustris — Полушник озерный (A)
- Equisetum scirpoides — Хвощ камышковый (B1)
- Botrychium lunaria — Гроздовник полулунный (B1)
- Botrychium multifidum — Гроздовник многораздельный (B1)
- Botrychium virginianum — Гроздовник виргинский (B1)
- Botrychium matricariifolium — Гроздовник ромашколистный (Д)
- Ophioglossum vulgatum — Ужовник обыкновенный (B1)
- Cystopteris sudetica — Пузырник судетский (A)
- Diplazium sibiricum — Диплазиум сибирский (Б)
- Gymnocarpium robertianum — Голокучник Роберта (B1)
- Polystichum braunii — Многорядник Брауна (A)
- Asplenium viride — Костенец зеленый (A)
- Salvinia natans — Сальвиния плавающая (3)
- Larix sibirica — Лиственница сибирская (3)
- Sparganium angustifolium — Ежеголовник узколистный (Д)
- Sparganium gramineum — Ежеголовник злаковый (A)
- Potamogeton friesii — Рдест Фриса (3)
- Potamogeton praelongus — Рдест длиннейший (3)
- Potamogeton trichoides — Рдест волосовидный (Д)
- Zannichellia palustris — Заникеллия болотная (Д)
- Najas major — Наяда большая (Д)
- Najas minor — Наяда малая (Д)
- Alisma loselii — Пастуха Лезеля (Д)
- Glyceria lithuanica — Манник литовский (3)
- Helictotrichon desertorum — Овсец пустынный (B2)
- Helictotrichon schelliana — Овсец Шелля (B2)
- Melica transsilvanica — Перловник трансильванский (A)
- Schizachne callosa — Схизахна мозолистая (B2)
- Stipa capillata — Ковыль волосатик (3)
- Stipa dasyphylla — Ковыль опушённолистный (Д)
- Stipa lessingiana — Ковыль Лессинга (A)
- Stipa pennata — Ковыль перистый (B2)
- Stipa pulcherrima — Ковыль красивейший (B2)
- Stipa sareptana — Ковыль сарептский (A)
- Stipa tirsa — Ковыль узколистный (Д)
- Stipa zalesskii — Ковыль Залесского (A)
- Carex arnellii — Осока Арнелля (Д)
- Carex bohemica — Осока богемская (B1)
- Carex buxbaumii — Осока Буксбаума (Д)
- Carex capillaris — Осока волосовидная (Д)
- Carex chordorrhiza — Осока струнокорневая (3)
- Carex diluta — Осока светлая (Д)
- Carex dioica — Осока двудомная (3)
- Carex flava — Осока желтая (Д)
- Carex oederi — Осока Эдера (Д)
- Carex pauciflora — Осока малоцветковая (3)
- Carex remota — Осока расставленная (Д)
- Carex supina — Осока приземистая (B2)
- Carex tenuiflora — Осока тонкоцветная (Д)
- Carex tomentosa — Осока войлочная (Д)
- Carex juncella — Осока ситничковая (Д)
- Allium globosum — Лук шаровидный (B2)
- Fritillaria ruthenica — Рябчик русский (A)
- Lilium martagon — Лилия кудреватая (Б)
- Gladiolus imbricatus — Шпажник черепитчатый (A)
- Iris aphylla — Касатик безлистный (B2)
- Calypso bulbosa — Калипсо клубневая (A)
- Cephalanthera rubra — Пыльцеголовник красный (A)
- Coeloglossum viride — Пололепестник зеленый (A)
- Corallorhiza trifida — Ладьян трёхнадрезный (3)
- Cypripedium calceolus — Башмачок настоящий (B1)
- Cypripedium guttatum — Башмачок пятнистый (A)
- Cypripedium macranthum — Башмачок крупноцветковый (A)
- Dactylorhiza cruenta — Пальчатокоренник кровавый (Д)
- Dactylorhiza traunsteineri — Пальчатокоренник Траунштейнера (B1)
- Epipactis atrorubens — Дремлик тёмно-красный (A)
- Epipactis palustris — Дремлик болотный (B1)
- Epipogium aphyllum — Надбородник безлистный (A)
- Hammarbya paludosa — Гаммарбия болотная (A)
- Herminium monorchis — Бровник одноклубневый (Д)
- Liparis loeselii — Липарис Лезеля (A)
- Listera cordata — Тайник сердцевидный (A)
- Malaxis monophyllos — Мякотница однолистная (B1)
- Neottianthe cucullata — Неоттианта клобучковая (Б)
- Orchis militaris — Ятрышник шлемовидный  (Б)
- Orchis ustulata — Ятрышник обожженный (Д)
- Platanthera chlorantha — Любка зеленоцветная (Д)
- Salix lapponum — Ива лапландская (3)
- Salix myrtilloides — Ива черниковидная (3)
- Betula humilis — Береза приземистая (3)
- Betula nana — Береза карликовая (A)
- Thesium arvense — Ленец полевой (B2)
- Thesium ebracteatum — Ленец бесприцветниковый (3)
- Polygonum viviparum — Горец живородящий (A)
- Montia fontana — Монция ключевая (Д)
- Arenana biebersteinii — Песчанка Биберштейна (Д)
- Dianthus versicolor — Гвоздика разноцветная (Д)
- Gypsophila altissima — Качим высокий (B2)
- Melandrium dioicum — Дрема двудомная (Д)
- Silene multiflora — Смолевка многоцветковая (B2)
- Silene sibirica — Смолевка сибирская (B2)
- Silene wolgensis — Смолевка волжская (B2)
- Nuphar pumila — Кубышка малая (A)
- Nymphaea alba — Кувшинка белая (Д)
- Nymphaea tetragona — Кувшинка четырехгранная (A)
- Ceratophyllum platyacanthum — Роголистник крылатый (Д)
- Aconitum flerovii — Борец Флерова (A)
- Aconitum lasiostomum — Борец шерстистоусый (A)
- Actaea erythrocarpa — Воронец красноплодный (3)
- Adonis vernalis — Адонис весенний (3)
- Anemone sylvestris — Ветреница лесная (B2)
- Atragene sibirica — Княжик сибирский (Б)
- Clematis recta — Ломонос прямой (A)
- Delphinium cuneatum — Живокость клиновидная (B2)
- Delphinium elatum — Живокость высокая (A)
- Hepatica nobilis — Печеночница благородная (3)
- Ranunculus gmelinii — Лютик Гмелина (A)
- Ranunculus kauffmanii — Лютик Кауфмана (3)
- Ranunculus pedatus — Лютик стоповидный (A)
- Thalictrum aquilegiifolium — Василистник водосборолистный (Д)
- Corydalis marschalliana — Хохлатка Маршалла (3)
- Dentaria quinquefolia — Зубянка пятилистная (3)
- Lunaria rediviva — Лунник оживающий (B1)
- Drosera anglica — Росянка английская (B1)
- Jovibarba globifera — Бородник шароносный (A)
- Saxifraga hirculus — Камнеломка болотная (A)
- Amygdalus nana — Миндаль степной (A)
- Cerasus fruticosa — Вишня степная (B2)
- Cotoneaster melanocarpus — Кизильник черноплодный (3)
- Rubus arcticus — Поляника, княженика (3)
- Rubus chamaemorus — Морошка (Б)
- Rubus humulifolius — Малина хмелелистная (B2)
- Spiraea crenata — Спирея городчатая (Б)
- Astragalus austriacus — Астрагал австрийский (B2)
- Astragalus onobrychis — Астрагал эспарцетный (B2)
- Astragalus sulcatus — Астрагал бороздчатый (B2)
- Cytisus zingeri — Ракитник Цингера (B2)
- Lembotropis nigricans — Острокильница чернеющая (3)
- Linum flavum — Лен желтый (B2)
- Empetrum nigrum — Водяника черная (A)
- Hypericum elegans — Зверобой изящный (Д)
- Elatine triandra — Повойничек трехтычинковый  (Д)
- Trapa natans — Рогульник плавающий (Б)
- Potygala cretacea — Истод меловой (Д)
- Peucedanum oreoselinum — Горичник горный  (B2)
- Sanicula europea — Подлееник европейский (A)
- Seseli annuum — Жабрица однолетняя (Д)
- Oxycoccus microcarpus — Клюква мелкоплодная (3)
- Hottonia palustris — Турча болотная (A)
- Primula farinosa — Первоцвет мучнистый (A)
- Nymphoides peltata — Нимфейник щитовидный  (A)
- Onosma simplicissima — Оносма простейшая (Б)
- Pulmonaria angustifolia — Медуница узколистная (B2)
- Pulmonaria mollis — Медуница мягенькая (Д)
- Galeobdolon luteum — Зеленчук желтый (B2)
- Stachys recta — Чистец прямой (B2)
- Thymus marschallianus — Чабрец Маршалла (Ж)
- Thymus serpyllum — Чабрец обыкновенный (Ж)
- Prunella grandiflora — Черноголовка крупноцветковая (B2)
- Salvia nutans — Шалфей поникающий (О)
- Pedicularis kaufmannii — Мытник Кауфмана (В2)
- Pedicularis sceptrum-carolinum — Мытник скипетровидный (Д)
- Verbascum phoeniceum — Коровяк фиолетовый (В2)
- Veronica austriaca — Вероника австрийская (3)
- Veronica incana — Вероника седая (3)
- Galium tinctorium — Подмаренник красильный (В2)
- Galium triflorum — Подмаренник трехцветковый (В2)
- Lonicera pallasii — Жимолость Палласа (А)
- Scabiosa ochroleuca — Скабиоза жёлтая (В2)
- Campanula sibirica — Колокольчик сибирский (В2)
- Campanula wolgensis — Колокольчик волжский (В2)
- Artemisia armennica — Полынь армянская (В2)
- Artemisia latifolia — Полынь широколистная (В2)
- Artemisia sericea — Полынь шелковистая (В2)
- Cacalia hastata — Какалия копьевидная (А)
- Centaurea ruthenica — Василек русский (Б)
- Cicerbita uralensis — Цицербита уральская (В2)
- Crinitaria linosiris — Кринитария льнолистная (В2)
- Helichrysum arenarium — Цмин песчаный (Ж)
- Jurinea ledebourii — Наголоватка Ледебура (Б)
- Ligularia sibirica — Бузульник сибирский (А)
- Nardosmia frigida — Нардосмия холодная (А)
- Scorzonera purpurea — Козелец пурпуровый (В2)
- Senecio integrifolius — Крестовник цельнолистный (Д)
- Senecio schvetzovii — Крестовник Швецова (Д)
- Serratula heterophylla — Серпуха разнолистная (Д)
- Dactylorhiza baltica — Пальчатокоренник балтийский (В1)

- Bazzania trilobata — Баццания трехлопастнгя (Б)
- Frullania bolanderi — Фрулляния Боландера (Б)
- Frullania oakesiana — Фрулляния дубовая (Б)
- Lophozia ascendens — Лофозия восходящая (B1)
- Mannia pilosa — Манния волосистая (A)
- Odontoschisma denudatum — Одонтосхизма оголенная (B2)
- Riccia huebeneriana — Риччия Хюбенера (B1)
- Heterogemma capitata — Гетерогемма головчатая (B1)
- Sphagnum balticum — Сфагнум балтийский (3)
- Sphagnum denticulatum — Сфагнум мелкозубчатьй (Д)
- Sphagnum inundatum — Сфагнум пойменный (B1)
- Sphagnum obtusum — Сфагнум тупой (Б)
- Sphagnum papillosum — Сфагнум папиллозный (3)
- Sphagnum quinquefarium — Сфагнум пятирядный (Д)
- Anomodon attenuatus — Аномодон утонченный (Б)
- Anomodon viticulosus — Аномодон плетевидный (B3)
- Dichelyma falcatum — Дихелима серповидная (Б)
- Dicranum viride — Дикранум зеленый (Б)
- Drepanocladus sendtneri — Дреланокладус Сендтнера (Б)
- Fontinalis dalecarlica — Фонтиналис далекарлийский (Bl)
- Fontinalis hypnoides — Фонтиналис гипновидный (B3)
- Leucodon sciuroides — Леукодон белииий (Б)
- Meesia longiseta — Меезия длинноножковая (Б)
- Meesia triquetra — Меезия трехгранная (О)
- Plagiomnium drummondii — Плапюмниум Друммонда (B2)
- Pterygoneurum ovatum — Птеригоневрум яйцевидный (B2)
- Saelania glaucescens — Сэлания сизоватая (B1)
- Tomentypnum nitens — Томентипнум блестящий (B2)

- Batrachospermum moniliforme — Батрахоспермум четковидный (B1)
- Chara strigosa — Хара щетинистая (B1)
- Chara tomentosa — Хара войлочная (B1)

- Pycnothelia papillaria — Пикнотелия сосочковидная (О)
- Leptogium saturninum — Лептогиум насыщенный (3)
- Lobaria pulmonaria — Лобария легочная (Б)
- Nephroma bellum — Нефрома красивая (ВЗ)
- Nephroma parile — Нефрома одинаковая (ВЗ)
- Nephroma resupinatum — Нефрома перевернутая (ВЗ)
- Bryoria subcana — Бриория сивоватая (Б)
- Cetrelia olivetorum — Цетрелия оливковая (3)
- Evernia divaricata — Эверния растопыренная (ВЗ)
- Hypogymnia vittata — Гипогимния ленточная (В2)
- Menegazzia terebrata — Менегацция пробуравленная (А)
- Usnea diplotypus — Уснея двутипная (В1)
- Peltigera membranacea — Пельтигера перепончатая (В2)
- Ramalina obtusata — Рамалина притупленная (В1)
- Ramalina thrausta — Рамалина ниточная (Б)
- Heterodermia speciosa — Гетеродермия видная (В1)

- Helvella lacunosa — Лопастник ямчатый (Б)
- Helvella crispa — Лопастник курчавый (Б)
- Helvella elastica — Лопастник упругий (Б)
- Kavinia himantia — Кавиния ремневидная (B2)
- Lentaria itron — Лентария простая (3)
- Sparassis crispa — Спарассис курчавый (B1)
- Pterub subulata Fr. — Птерула шиловидная (Д)
- Clavariadelphus pistillaris — Клавариадельфус пестиковый (3)
- Amylocorticium subincarnatum — Амилокортициум инкарнатный (3)
- Amylocorticium subsulphureum — Амилокортициум сернисто-жёлтый (3)
- Phanerochaete galactites — Фанерохетэ беловатый (Д)
- Phanerochaete septocystidia — Фанерохетэ септоцистцдный (Б)
- Steccherinum murashkinskyi — Стехеринум Мурашкинского (B2)
- Pycnoporellus fulgens — Пикнопореллус сверкающий (3)
- Anomoporia kamtschatica — Аномопория камчатская (Д)
- Ceriporiopsis aneirina — Церипориопсис сухой (3)
- Ceriporiopsis pannocincta — Церипориопсис бахрогмато-опоясанный (3)
- Oxyporus obducens — Оксипорус трубочконосный (Б)
- Perenniporia tenuis — Переннипория тонкая (B2)
- Polyporus pseudobetulinus — Полипорус ложноберезовый (Д)
- Polyporus umbellatus — Полипорус зонтичный (A)
- Skeletocutis odora — Скелетокутис пахучий (3)
- Skeletocutis stellae — Скелетокутис звездчатый (Б)
- Tyromyces kmetii — Тиромицес Кмета (A)
- Hericium clathroides — Герициум разветвленный (3)
- Gyroporus castaneus — Гиропорус каштановый (3)
- Melanogaster ambiguus — Меланогастер сомнительный (Б)
- Sarcosoma globosum — Саркосома шаровидная (B1)
- Amylocystis lapponica — Амилоцистис лапландский (B2)
- Antrodia sitchensis — Антродия ситхинская (Д)
- Antrodiella citrinella — Андродиелла лимонно-жёлтая (B2)
- Antrodiella foliaceodentata — Андродиелла листозубчатая (B3)
- Aporpium macroporum — Апорпиум крупнопоровый (B1)
- Aurantiporus croceus — Ауранциопорус шафранно-жёлтый (Б)
- Boreostereum radiatum — Бореостереум лучистый (Б)
- Cantharellus cinereus — Лисичка серая (Б)
- Ceriporia tarda — Церипория замедленная (Ы)
- Coltricia cinnamomea — Кольтриция коричная (A)
- Dentipellis fragilis — Дентипеллис хрупкий (3)
- Phellinus hartigii — Трутовик Гартига (B2)
- Fomitopsis cajanderi — Трутовик Каяндера (B2)
- Frantisekia mentschulensis — Франтизекия менчульская (Б)
- Ganoderma lucidum — Трутовик лакированный (Б)
- Ischnoderma resinosum — Ишнодерма смолистая (Б)
- Ossicaulis lignatilis — Оссикаулис древесинный (B2)
- Phellinus sulphurascens — Феллидиниум сернистый (B2)
- Postia guttulata — Постия гуттирующая (A)
- Skeletocutis brevispora — Скелетокутис короткослоровый (Б)
- Tomentella italica — Томентелла итальянская (Д)
- Veluticeps ambigua — Велютицепс сомнительный (Б)